# Acireale

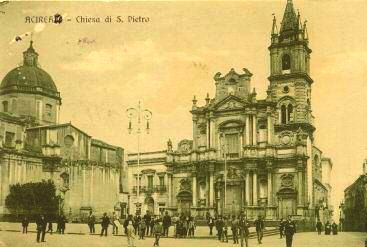
De Sint Pieterskerk, begin 1900

Acireale (Siciliaans: Aciriali) is een stad op het Italiaanse eiland Sicilië in de provincie Catania aan de voet van de Etna, 161 meter boven zeeniveau. De stad is gelegen op een lavaterras boven de Ionische Zee waar voor de kust de rotsachtige eilandjes Isole dei Ciclopi liggen. Acireale is de grootste van de negen "Aci-plaatsen" ten noorden van de stad Catania. Ze zouden alle ontstaan zijn uit een oude stad, vermoedelijk van Griekse oorsprong, die tijdens een aardbeving in 1169 totaal verwoest werd. De aardbeving van 1693 bracht zware schade toe aan Acireale, waarna de stad grotendeels in Siciliaanse barokstijl herbouwd werd.
Ten zuiden van de stad liggen in een groot park de thermen van Santa Venera. Het heilzame zwavelrijke water uit de bronnen heeft een temperatuur van 22°C. In 1987 is er een geheel nieuwe moderne kuurinrichting in gebruik genomen.

## Frazioni
De volgende frazioni maken deel uit van de gemeente: Aci Platani, Balatelle, Capo Mulini, Guardia, Mangano, Pennisi, Piano d'Api, Pozzillo, Santa Caterina, Santa Maria la Scala, Santa Tecla, Santa Maria degli Ammalati, Santa Maria delle Grazie, Santa Maria la Stella, San Giovanni Bosco, Scillichenti, Stazzo.

## Bezienswaardigheden
- Kathedraal (1597)
- Kerk "San Sebastiano" (1705)
- De Thermen van Santa Venera
- Castello Scammacca

## Evenementen
Acireale is bekend voor zijn jaarlijkse carnavalsfeesten.

## Geboren in Acireale
- Daniela Rocca (1937-1995), actrice
- Daniele Garozzo (1992), schermer